# Picea linzhienensis
Picea linzhienensis là một loài thực vật hạt trần trong họ Pinaceae. Loài này được W.C. Cheng & L.K. Fu mô tả khoa học đầu tiên..